# Sainte-Beuve-en-Rivière
Sainte-Beuve-en-Rivière település Franciaországban, Seine-Maritime megyében. Lakosainak száma 175 fő (2022. január 1.). Sainte-Beuve-en-Rivière Auvilliers, Bouelles, Le Caule-Sainte-Beuve, Mortemer és Saint-Germain-sur-Eaulne községekkel határos.

## Népesség
A település népessége az elmúlt években az alábbi módon változott:
| Lakosok száma | 181  | 180  | 187  | 183  | 181  | 178  | 175  | 175  | 175  |
|               | 2013 | 2015 | 2016 | 2017 | 2018 | 2019 | 2020 | 2021 | 2022 |